# Anneke Scholtens
Anneke Scholtens (Voorschoten, 28 juli 1955 – Amsterdam, 11 februari 2025) was een Nederlands schrijver van kinderboeken en jeugdromans.

## Loopbaan
Scholtens studeerde Nederlands en Algemene Taalwetenschappen in Amsterdam. Ze had een eigen dyslexiepraktijk en gaf les aan onderwijzers in opleiding, voor ze zich fulltime op het schrijven stortte. In 1999 verscheen bij uitgeverij Maretak haar eerste kinderboek De Haak. Daarna volgden nog tientallen kinderboeken, jeugdromans, een prentenboek samen met tekenaar Len Munnik (uitgeverij Leopold), en een bundel met versjes. Haar jeugdroman Hij was mijn vriend werd vertaald in het Duits en het Frans. De uit negen delen bestaande serie rond de vrouwelijke inspecteur Fritzi (uitgeverij Zwijsen) is begonnen aan een tweede leven: de eerste drie delen zijn opnieuw uitgegeven, met aangepaste tekst en nieuwe tekeningen. Een serie dierenverhalen (uitgeverij Maretak, 2016) speelt rond dieren die in Suriname voorkomen, geschreven na bezoeken aan het Kinderboekenfestival en basisscholen in Suriname. In 2016 verscheen ook haar hertaling van de klassieker Heidi van Johanna Spyri (uitgeverij Ploegsma). Elf  jaar lang was Anneke Scholtens op Amsterdamse basisscholen Schoolschrijver, een inmiddels landelijk project van stichting De Schoolschrijver ter bevordering van het lezen en schrijven bij scholieren. In 2024 verscheen Idris, slaaf van Rome.
Scholtens overleed op 69-jarige leeftijd.

## Publicaties
- Niemand die het ziet (2000)
- Tussenstop (2000)
- Hij was mijn vriend (2002)
- Inbrekers (2002)
- Een dief met een geheim (2003)
- Laura's eiland (2005)
- Last van liefde (2006)
- Zoektocht in het ziekenhuis (2008)
- taart van juf jet (2009)
- Cadeautje (2012)
- Verhuizen! (2013)
- Lezen is een feest (2014)
- Een mug op een gum (2014)
- Ik ruik muis! (2014)
- Ik weet van niets (2015)
- Een bos vol enge dieren (2016)
- Fritzi en de zangeres zonder stem (2016)
- Kik is eenzaam (2016)
- Lezen verboden! (2017)
- Het raadsel van Villa de Gaper (2018)
- KIjk maar, hoor maar! (2018)
- Fritzi en het enge pretpark (2019)
- En toch wil ik tekenen!  (2021)
- Een spannende opdracht (2023)
- Idris, slaaf van Rome (2024)